# Družstevník Topoľníky
TJ Družstevník Topoľníky là một câu lạc bộ bóng đá Slovakia, đến từ thị trấn Topoľníky.